# 姜敏寿
姜敏寿（1986年2月14日—），出生于韩国京畿道高阳市，足球运动员，现效力于K联赛球队蔚山现代，他是韩国国家队的成员。

## 俱乐部生涯
2004年，姜敏寿在全南天龙开始职业足球生涯，此后他又先后效力于全北现代和济州联。2009年12月，姜敏寿转会加盟水原三星蓝翼。
2011年，姜敏寿加盟蔚山现代。

## 国家队生涯
2007年6月2日，姜敏寿在和荷兰的友谊赛中第一次代表国家队出场。
2010年世界盃，姜敏寿入选世界杯后備名单。6月1日，由於郭泰辉在賽前熱身賽对白俄罗斯时左膝撕裂傷而需退出23人名單，韩国队补选姜敏寿入队取代郭泰辉。